# Nukissiorfiit
Nukissiorfiit est une  entreprise publique groenlandaise de production et de fourniture d'électricité. Son nom signifie en groenlandais "où les énergies sont créées". L'entreprise approvisionne la majeure partie du territoire en électricité, en eau et en chauffage. L'essentiel de l'électricité produite est de l'hydroélectricité, 70% de l'énergie du Groenland provenant de sources renouvelables. Le reste provient d'hydrocarbures. L'entreprise emploie 400 personnes, réparties dans 17 villes et 53 villages.
Il y a encore beaucoup de potentiel hydroélectrique non exploité. Cependant, le terrain accidenté, les fjords et la faible distance entre la calotte glaciaire et les fjords impliquent que les cours d'eau sont généralement très courts. Ce qui signifie que les coûts de construction par rapport à la quantité d'énergie produite par chaque centrale électrique est plutôt élevé. Un port et une route doivent être construits pour chacune d'entre elles. En hiver, les cours d'eau sont gelés, des barrages sont donc nécessaires pour créer un débit d'eau suffisant en hiver. Parfois, les lignes électriques doivent traverser des fjords très large comme c'est le cas de la portée d'Ameralik, la plus longue portée du monde, entre la centrale hydroélectrique de Buksefjord et la capitale Nuuk. Ces coûts de construction élevés impliquent qu'il y a eu beaucoup d'hésitations à remplacer les centrales électriques au fioul par de l'hydroélectricité. La hausse des prix du pétrole a participé la décision de construire davantage de centrales hydroélectriques.

## Liste des centrales hydroélectriques
| Nom                                    | Localité la plus proche | Puissance | Année d'ouverture |
| -------------------------------------- | ----------------------- | --------- | ----------------- |
| Centrale hydroélectrique de Buksefjord | Nuuk                    | 45 MW     | 1993              |
| Centrale hydroélectrique de Tasiilaq   | Tasiilaq                | 1,2 MW    | 2005              |
| Barrage de Qorlortorsuaq               | Qaqortoq                | 7,6 MW    | 2007              |
| Centrale hydroélectrique de Sisimiut   | Sisimiout               | 15 MW     | 2010              |
| Centrale hydroélectrique d'Ilulissat   | Ilulissat               | 22,5 MW   | 2014              |